# Shahier Razik
Shahier Razik (* 18. November 1977 in Kairo, Ägypten) ist ein ehemaliger kanadischer Squashspieler.

## Karriere
Shahier Razik begann seine professionelle Karriere in der Saison 1995 und gewann 23 Turniere auf der PSA World Tour. Seine höchste Platzierung in der Weltrangliste erreichte er mit Rang 20 im Juni 2008. Bei den Panamerikanischen Spielen gewann er zwischen 1999 und 2011 insgesamt vier Medaillen. 2003 gewann er in Santo Domingo sowohl im Einzel als auch mit der Mannschaft die Goldmedaille. Im Einzelfinale besiegte er dabei seinen Landsmann Graham Ryding. In Rio de Janeiro 2007 und Guadalajara 2011 errang er mit der Mannschaft jeweils die Silbermedaille. Mit der kanadischen Nationalmannschaft nahm er 1999, 2001, 2003, 2005, 2007, 2009 und 2011 an Weltmeisterschaften teil. Siebenmal wurde Razik kanadischer Meister.

## Erfolge
- Vize-Panamerikameister mit der Mannschaft: 2014
- Gewonnene PSA-Titel: 23
- Panamerikanische Spiele: 2 × Gold (Einzel und Mannschaft 2003), 2 × Silber (Mannschaft 2007 und 2011)
- Kanadischer Meister: 7 Titel (2006, 2007, 2009–2012, 2014)